# Après le bal
Après le bal is een Franse stomme film uit 1896. De film werd geregisseerd door Georges Méliès.
De film toont een dame die (na een bal, zoals de titel van de film laat vermoeden) door haar huishoudster gedeeltelijk uitgekleed wordt en gebaad wordt. Dit is mogelijk de eerste "naaktscene" ooit op film vertoond. Jeanne d'Alcy, de actrice die later ook zou trouwen met Méliès speelde de hoofdrol in de film.